# Coregonus pidschian
Coregonus pidschian es una especie de pez de la familia Salmonidae en el orden de los Salmoniformes.

## Morfología
- Los machos pueden llegar alcanzar los 46 cm de longitud total.
- Número de  vértebras: 58-63.[1]

## Reproducción
Realiza migraciones fluviales de más de 1.200 km tierra adentro para desovar.

## Alimentación
Los adultos comen, principalmente, moluscos, crustáceos y  larvas de quironómidos.

## Distribución geográfica
Se encuentra en el Ártico: desde Suecia y Finlandia hasta el extremo noreste de Siberia y Alaska. También hay poblaciones en Polonia y los Alpes.

## Longevidad
Vive hasta los 14 años.